# Зажече (Равський повіт)
Зажече (пол. Zarzecze) — село в Польщі, у гміні Рава-Мазовецька Равського повіту Лодзинського воєводства.
Населення — 92 особи (2011).
У 1975-1998 роках село належало до Скерневицького воєводства.

## Демографія
Демографічна структура станом на 31 березня 2011 року:
|          | Загалом | Допрацездатний вік | Працездатний вік | Постпрацездатний вік |
| -------- | ------- | ------------------ | ---------------- | -------------------- |
| Чоловіки | 41      | 11                 | 27               | 3                    |
| Жінки    | 51      | 13                 | 25               | 13                   |
| Разом    | 92      | 24                 | 52               | 16                   |